# Dirphia inexpectata
Dirphia inexpectata is een vlinder uit de familie nachtpauwogen (Saturniidae), onderfamilie Hemileucinae.
De wetenschappelijke naam van de soort is voor het eerst geldig gepubliceerd door L. & T. Racheli in 2005.